# Пунги, Анж-Эдуар
Анж-Эдуар Пунги (фр. Ange Édouard Poungui; 4 января 1942, Буэнза, Французская Экваториальная Африка) — конголезский политический и государственный деятель, премьер-министр Республики Конго (1984—1989), банкир
. Министр финансов Конго (1971—1973). Сенатор Республики Конго.

## Биография
В 1969 году получил диплом юриста в Центре высшего образования в Браззавиле. В 1975—1976 годах прошёл стажировку в центральном банке в Париже. В 1975—1979 годах — заместитель директора национального Банка государств Центральной Африки. Управляющий директор Конголезского коммерческого банка (1979—1984), директор национального Банка государств Центральной Африки (1994—1998).
С декабря 1969 года — член Политбюро новосозданной левой Конголезской партии труда, был председателем Комитета по экономическим, финансовым и социальным вопросам. С августа 1972 по июль 1973 года занимал пост вице-президента в администрации Мариана Нгуаби. С декабря 1971 по август 1973 года занимал пост министра финансов Республики Конго.
С 7 августа 1984 по 7 августа 1989 года работал премьер-министром Конго во время президентства Дени Сассу-Нгессо, сменив на этом посту Луи Сильвена-Гома. Предложил президенту Дени Сассу-Нгессо перейти к многопартийной системе в стране и санкционировать создание официальной оппозиции. Президент выступил против этого предложения, и Анж-Эдуар Пунги ушёл в отставку с поста премьер-министра. На сегодняшний день он единственный конголезский премьер-министр, который решил уйти в отставку из-за разногласий с президентом.
После падения однопартийного правления в Конго в 1990 году вышел из состава Конголезской партии труда и возглавил новую партию — Союз за социальное развитие и демократию (UPSD). Позже Пунги присоединился к оппозиционному Пан-африканскому союзу за социал-демократию (UPADS, Union Panafricaine pour la Démocratie Sociale). В 1997 году был вынужден покинуть Конго после военного переворота. В декабре 2006 года был избран вице-президентом.
30 ноября 2008 года Пунги стал кандидатом от UPADS на президентских выборах 2009 года в Конго, но 19 июня 2009 года конституционный суд запретил Пунгви и трём другим кандидатам от оппозиции баллотироваться на президентских выборах за несоблюдение конституционных требований. Ему выдвинули обвинение в том, что он не проживал в стране как минимум два года, как того требует конституция.
На парламентских выборах в Конго в 2017 году, Пунги был избран сенатором по списку Пан-африканского союза за социал-демократию от округа Буэнза.